# 鶴橋駅
鶴橋駅（つるはしえき）は、大阪府大阪市生野区鶴橋二丁目および天王寺区下味原町にある、近畿日本鉄道（近鉄）・西日本旅客鉄道（JR西日本）・大阪市高速電気軌道 (Osaka Metro) の駅である。JR西日本の駅番号はJR-O04。近畿日本鉄道の駅番号はA04・D04。Osaka Metroの駅番号はS19。JR西日本の駅シンボルフラワーは「アジサイ」である。

## 概要
近鉄とJRが交わる交通の要衝で、乗り継ぎをする利用客が多く、大阪環状線の当駅と隣の玉造駅との間は線内で最も高い混雑率となっている。

### 乗り入れ路線
近畿日本鉄道の各線（後述）、JR西日本の大阪環状線、Osaka Metroの千日前線が乗り入れ、接続駅となっている。JR西日本の駅はアーバンネットワークエリア、および特定都区市内制度における「大阪市内」に属する。
近鉄の駅に乗り入れる路線は、線路名称上は大阪線のみであるが、複々線を利用して奈良線の列車も乗り入れており、案内上はそれぞれ独立した路線とされている。

### 乗換改札口

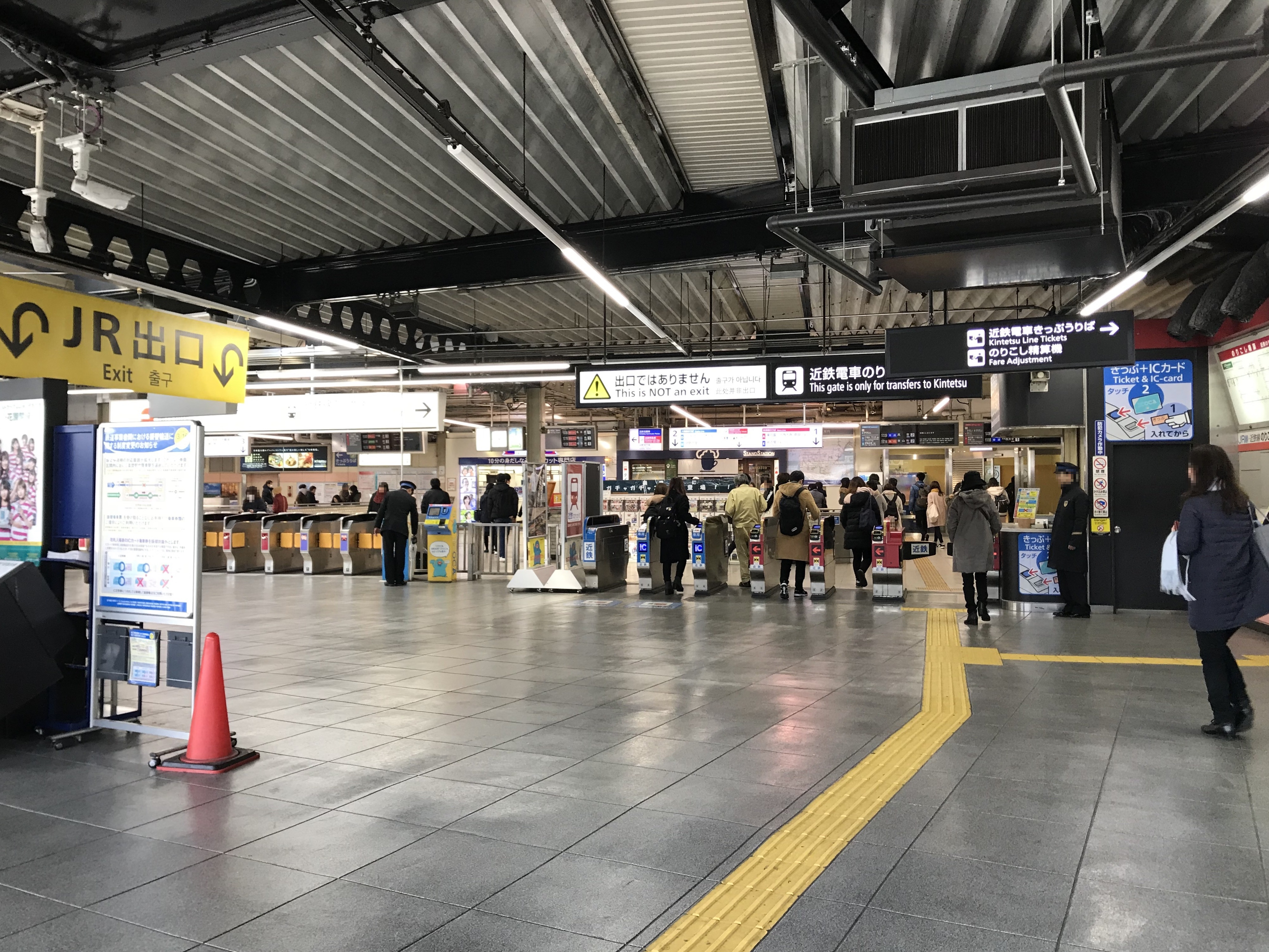
JR側から見た乗換改札口。「出口ではありません」の注意書きがある（2019年1月）

大阪近郊においては珍しく、改札が一つで乗り換えができる駅である。乗換改札口は、JRから近鉄への改札はJRが、近鉄からJRへの改札は近鉄が管轄している。
相互利用できる交通系ICカードを2枚重ねでタッチして利用することはできない。2種類のICカードを使い分ける場合は、通常の改札口を出場の上、改めて乗換え先の通常の改札口から入場する。
乗換改札口には、それぞれ自線の乗り継ぎ精算機（自線ののりこし精算と他線の乗車券が購入できる）と他線の乗車券券売機が併設されており、さらに内回りホーム（1番のりば）の乗換改札口の近鉄側にはJRみどりの窓口（営業時間は7:30 - 19:30のみ）と近鉄定期券・特急券購入窓口が、外回りホーム（2番のりば）の乗換改札口のJR側には近鉄特急券購入窓口が設置されている。
乗り換え改札にはエレベーターが無いため、車椅子利用者は地上通常改札（近鉄の西口・JRの中央口）を入出場し両改札の間は一般公道を利用する必要がある。

## 歴史

### 近畿日本鉄道

#### 年表
- 1914年（大正3年）4月30日：大阪電気軌道（大軌）奈良線開業時に設置[3]。
- 1932年（昭和7年）8月：鉄道省線鶴橋駅開業に備え、大阪上本町方へ0.3km移設[4][5]。
- 1940年（昭和15年）8月：上り線1線増設、ホーム増設[4]。
- 1941年（昭和16年）3月15日：参宮急行電鉄との会社合併により関西急行鉄道の駅となる[3]。同時に線路名称が整理され、奈良線の上本町駅 - 当駅 - 布施駅間は桜井線と統合されて大阪線となり、奈良線の起点は布施駅となる[6]。
- 1944年（昭和19年）6月1日：会社合併により近畿日本鉄道の駅となる[3]。
- 1955年（昭和30年）11月15日：ホーム新設、下り線1線増設、日本国有鉄道（国鉄）との連絡改札設置などの改良工事を実施[7]。
- 1956年（昭和31年）12月8日：複々線化[3][7]。
- 1970年（昭和45年）3月26日：国鉄との連絡設備拡張。
- 1975年（昭和50年）9月13日：複々線を線路別から方向別へ切り替え、構内配線変更と中2線（大阪線下り線と奈良線上り線）の大阪上本町方を立体交差化[8]。
- 2007年（平成19年）4月1日：ICカード「PiTaPa」の利用が可能となる[9]。

#### 過去の大規模改良
鶴橋駅は、1951（昭和26）年には1日平均乗降人員が12万人を超えていた。上本町駅～布施駅間が複々線化される前の鶴橋駅は2面3線構造で、下り（布施方面）ホームは1線、上り（上本町方面）ホームは2線だった。ラッシュ時には、1線しかない下り線ホームと国鉄城東線（現：JR大阪環状線）駅との連絡部分が特に混雑していた。1956（昭和31）年12月8日の複々線化完成後は、旧下りホームは使用されなくなった。現1番線には、線路を挟んで向かい側（北側）に使用されていないホーム跡があり、これが旧ホームである。旧上りホームは、現在の1・2番線ホームであり、その南側に現在の3・4番線ホームが建設された。国鉄線ホームと連絡する跨線橋は、以前は東側（現：環状線外回りホームと接続）のみだったが、西側（現：環状線内回りホームと接続）にも建設された。跨線橋の改良工事は、1955（昭和30）年11月15日に完了した。
1967（昭和42）年ごろには1日約35万人、朝ラッシュ時には1時間7万人に増加した。このため、国鉄と近鉄は、鶴橋駅の連絡設備を抜本的に改良することになった。近鉄の大阪線、奈良線各ホームは、上本町寄りに50メートル延伸、有効長8両分とし、大阪線（現在の3・4番線）ホームは最大18.5メートルに拡幅、国鉄ホームとの間は6カ所の階段で結んだ。国鉄側も近鉄線路上を越えて天王寺寄りにホームを延伸し、コンコースの面積は約5倍の3千平方メートルとした。1967年10月1日に着工し、1970（昭和45）年3月26日に全工事が完成した。
以前は、上本町駅～布施駅間の複々線区間は、北側2線が奈良線、南側2線が大阪線だった。鶴橋駅では、1・2番線が奈良線、3・4番線を大阪線が使用していた。布施駅の高架化工事完成で、同区間は現在の方向別に改められた。これにより、鶴橋駅では同一ホームで両線相互の乗り換えができるようになった。線路方向別化工事は、1975（昭和50）年9月13～14日の深夜に実施された。

### JR西日本
- 1932年（昭和7年）9月21日：鉄道省城東線（現在の大阪環状線）の桃谷駅 - 玉造駅間に新設開業[13]。
- 1961年（昭和36年）4月25日：城東線が大阪環状線の一部となり、当駅もその所属となる。
- 1970年（昭和45年）3月26日：近畿日本鉄道との連絡設備が拡張される。
- 1985年（昭和60年）3月14日：荷物扱い廃止[13]。
- 1987年（昭和62年）4月1日：国鉄分割民営化により、西日本旅客鉄道（JR西日本）の駅となる[13]。
- 1998年（平成10年）
  - 2月21日：中央改札口に自動改札機を導入[14]。
  - 2月22日：西改札口に自動改札機を導入[14]。
  - 3月1日：大阪環状線外回りホームと近鉄との乗換口に自動改札機を導入[14]。
  - 3月8日：大阪環状線内回りホームと近鉄との乗換口に自動改札機を導入[14]。
- 2003年（平成15年）11月1日：ICカード「ICOCA」の利用が可能となる[15]。
- 2009年（平成21年）10月4日：大阪環状・大和路線運行管理システム導入。
- 2015年（平成27年）3月22日：発車メロディを導入。曲は桂雀三郎 with まんぷくブラザーズの「ヨーデル食べ放題」。
- 2018年（平成30年）3月17日：駅ナンバリングが導入され、使用を開始する。
- 2020年（令和2年）11月13日：1番線ホームで可動式ホーム柵の使用を開始[16]。
- 2021年（令和3年）2月25日：2番線ホームで可動式ホーム柵の使用を開始[17]。

### 大阪市高速電気軌道 (Osaka Metro)

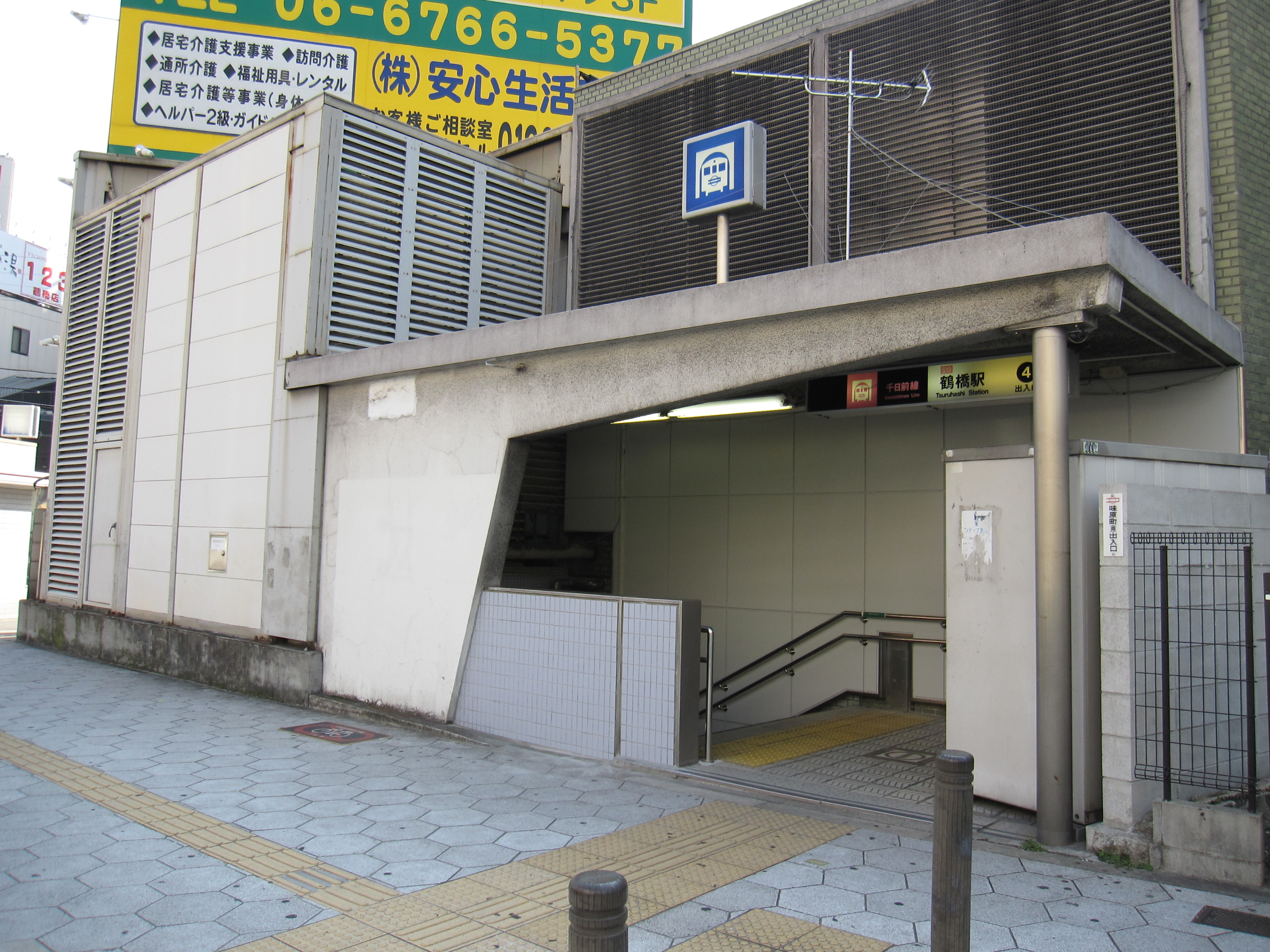
4号出入口（2011年11月）

- 1969年（昭和44年）7月25日：大阪市営地下鉄千日前線の谷町九丁目駅 - 今里駅間開業と同時に設置。
- 2014年（平成26年）8月9日：可動式ホーム柵の使用を開始[18]。
- 2018年（平成30年）4月1日：大阪市交通局の民営化により、大阪市高速電気軌道 (Osaka Metro) の駅となる。

## 近畿日本鉄道
近鉄の大阪方の中核となる駅で、アーバンライナー、ひのとり、伊勢志摩ライナー、しまかぜを含む全列車が停車する。主にJR線との乗り換え客に多く利用されており、大阪線・難波線・奈良線の大阪方主要駅では最も利用客が多い。
駅長配置駅で今里駅の管理を行っている。
特急券・定期券は専用の自動販売機および駅窓口にて即時購入が可能であり、1・2番線ホームにも特急券専用の窓口が設置されている。当駅から伊勢志摩方面への特急券を購入すると、乗車する列車が大阪難波発の場合は「1番線のりば」、大阪上本町（地上ホーム）発の場合は「2番線のりば」と印字される。
2000年代後半頃に運賃制度が変更され、同時に制定された運賃特例として、普通乗車券と普通回数券に限り、大阪線の布施駅以東と奈良線相互間を乗り継ぐ際に布施駅を通過する列車を利用する場合、当駅での乗り換え=布施 - 鶴橋間での重複乗車が認められている（今里駅あるいは大阪上本町駅以西で下車する場合は重複乗車を認めていない）。なお、重複乗車特例の制定前は、鶴橋経由の普通乗車券と普通回数券が発売されていたが、制度開始時に廃止された。

### 駅構造
島式ホーム2面4線を有する高架駅で有効長は10両、ホームは2階にある。
改札口は、鶴橋市場の中央にある東改札口と、JRとの交点直下にある西改札口の2か所あり、西口はJRの改札口（西口）と同じ位置にある。このほか、3階にはJR線との連絡改札口が設置されている。またホーム中ほどには、両ホームの乗り換え専用通路がある。トイレは、東西両方の改札内と乗り換え専用通路にある。エレベーターは西口にのみ設置されている。

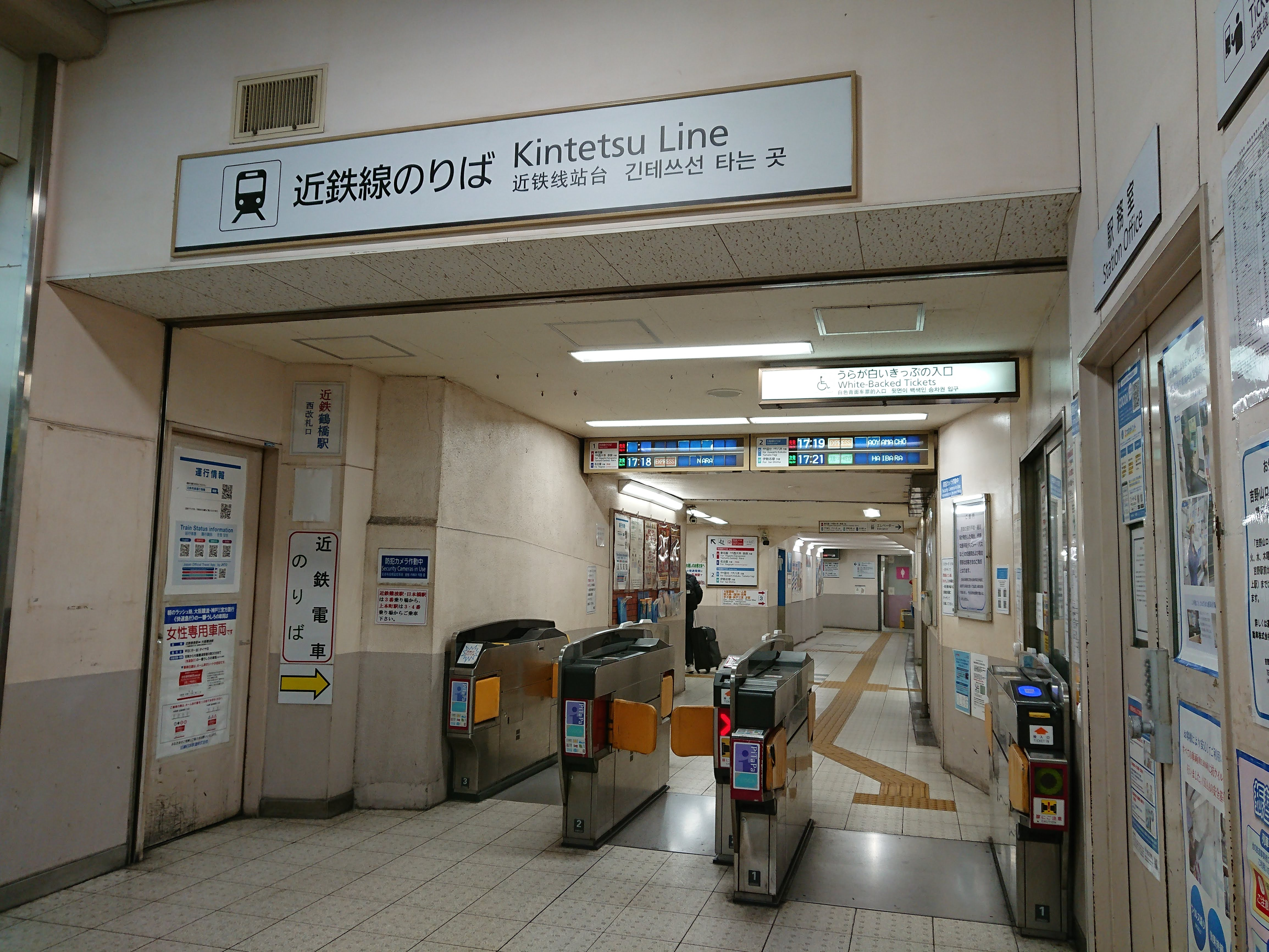
西改札口
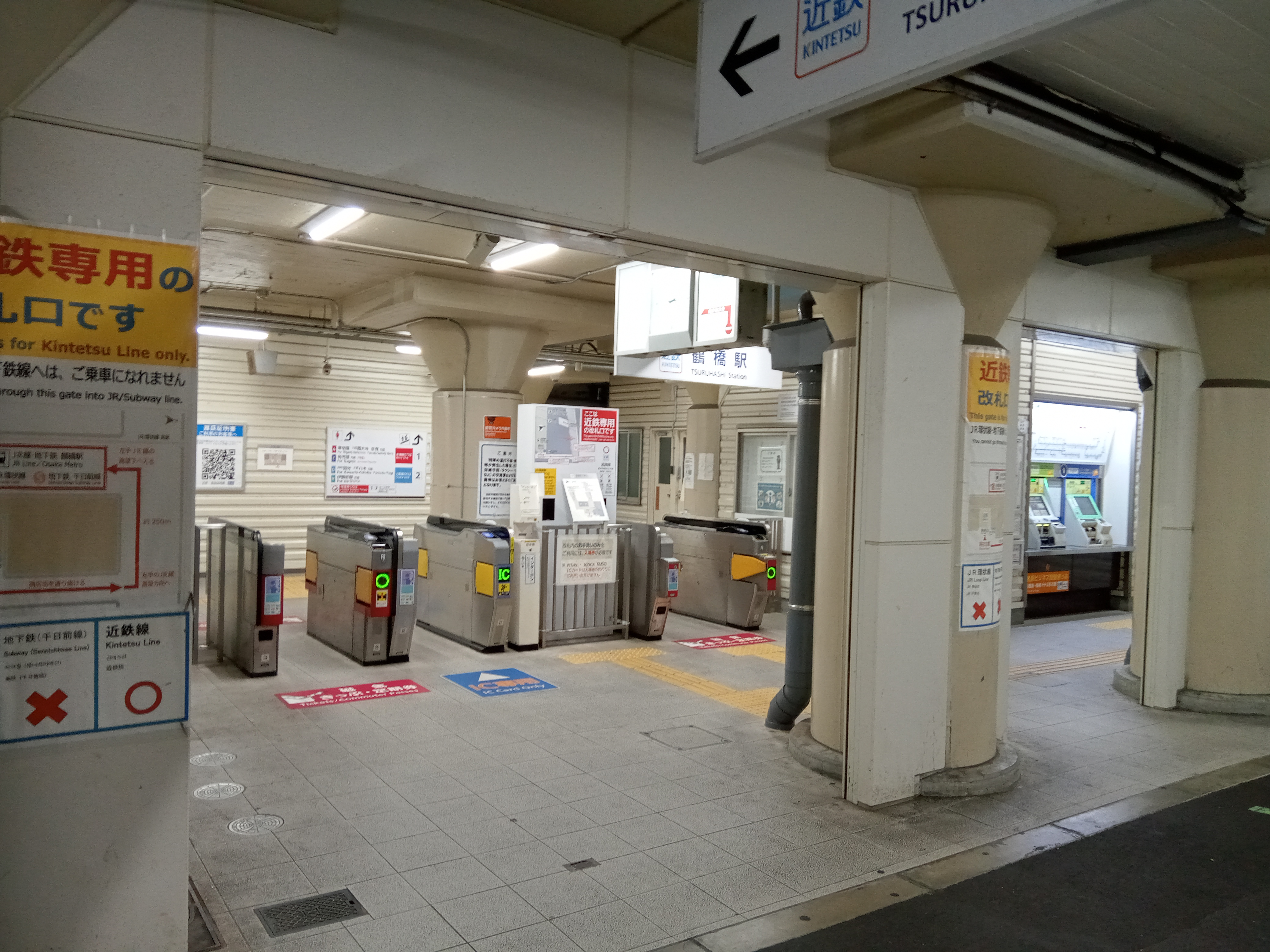
東改札口
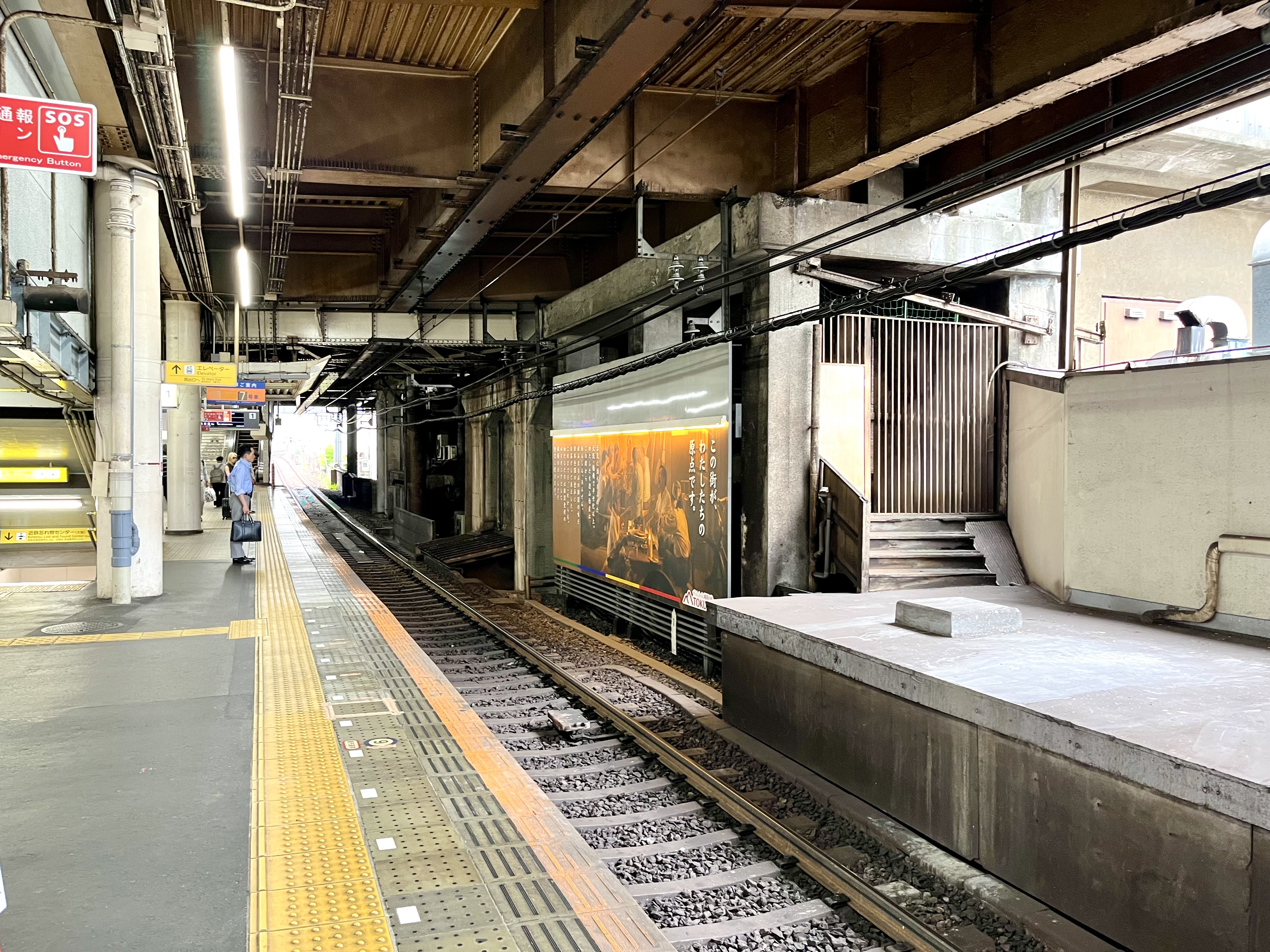
使用されていない下りホームの跡
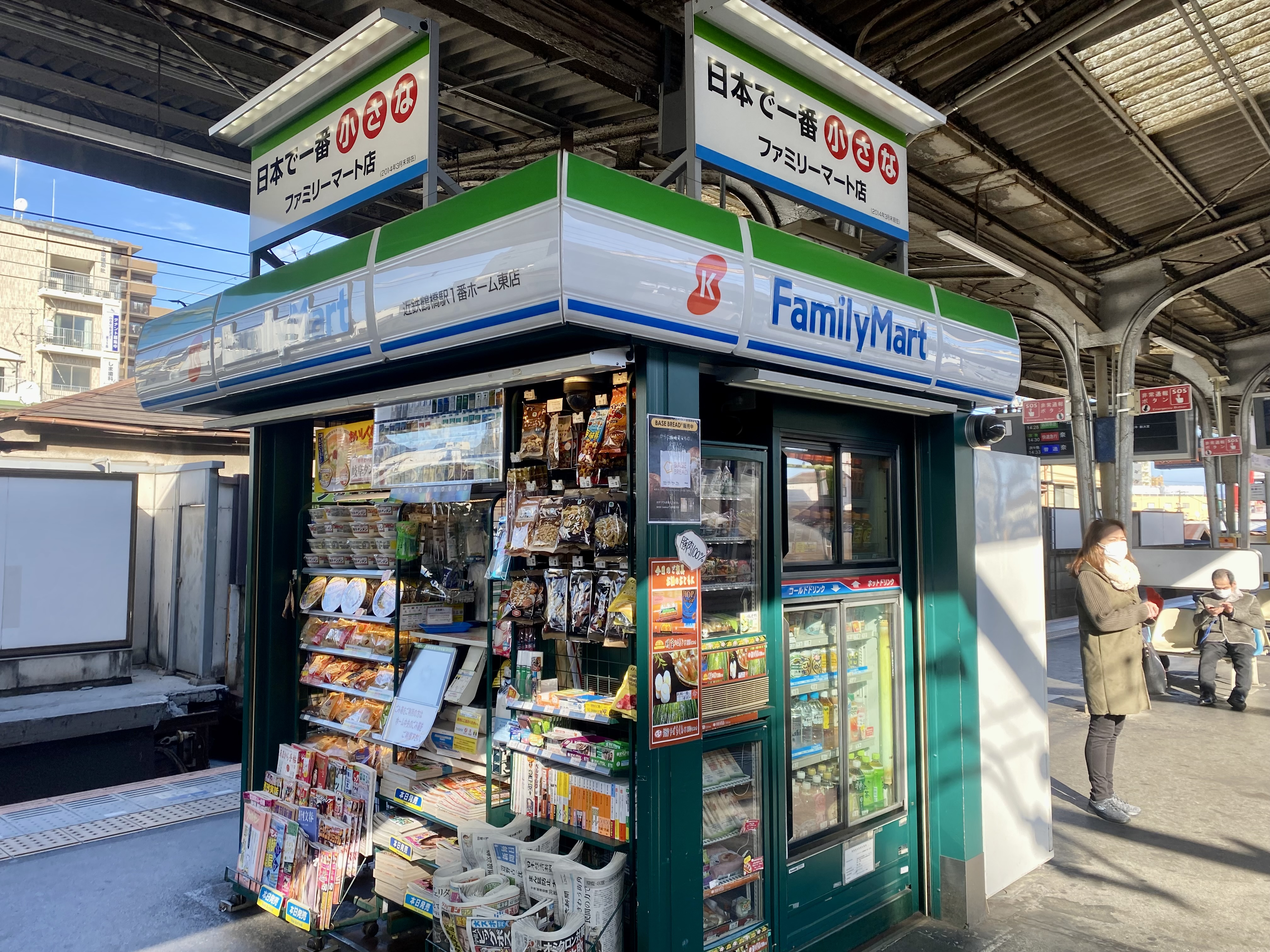
「日本で一番小さなファミリーマート店」だった近鉄鶴橋駅1番ホーム東店（2022年5月31日閉店）

#### のりば
| のりば | 路線     | 方向 | 行き先                                   | 備考                                                                  |
| ------ | -------- | ---- | ---------------------------------------- | --------------------------------------------------------------------- |
| 1      | A 奈良線 | 下り | 近鉄奈良方面                             |                                                                       |
| 1・2   | D 大阪線 | 下り | 河内国分・五十鈴川・賢島・近鉄名古屋方面 | 大阪難波発の特急は1番のりばから発車 それ以外の列車は2番のりばから発車 |
| 3      | A 奈良線 | 上り | 大阪難波・神戸三宮方面                   |                                                                       |
| 4      | D 大阪線 | 上り | 大阪上本町方面                           |                                                                       |

奇数番線に大阪難波駅以西に発着する列車が、偶数番線に大阪上本町駅地上ホームを発着する列車が使用している。それぞれ1番線と2番線、3番線と4番線が同一平面上にある対面乗り換えが可能である。大阪線の特急の大半は大阪難波駅を発着としているが、当駅東方の渡り線（大阪難波方→名古屋方・名古屋方→大阪難波方）で転線するため、当駅では奇数番線に発着する。なお滅多に使われていないが、前記の渡り線以外にも、大阪上本町方→奈良方・奈良方→大阪上本町方、さらには大阪線と奈良線との間に上り線と下り線への渡り線も設置されている。
JRとの乗り換え改札口がある3階は、大阪環状線の内回り側に、JR西日本のみどりの窓口や近鉄の特急券・定期券兼用自動券売機コーナーのほか、南都銀行とセブン銀行のキャッシュコーナー、QBハウスなどがある。また大阪環状線の外回り側には、ファミリーマートや、りそな銀行キャッシュコーナー、各種飲食店などがある。ホームにはファミリーマートの小型店舗が設置され、JR乗換口の店舗を含め「近鉄エキファミ」の愛称が付けられており、独自にPiTaPaが先行導入された。このうち、1・2番ホームの今里寄りに設置された「ファミリーマート近鉄鶴橋駅1番ホーム東店」は、実質的には売店に近く、「日本で一番小さなファミリーマート店」と称していたことで知られたが、2022年5月31日に閉店した。
電車が到着、入線の際、停車駅の自動放送の案内の後、奈良線と大阪線別々に接近メロディーが設定されている。

### 配線図
| ← 難波線 大阪難波・ 神戸三宮方面 | 近鉄 大阪上本町駅 － 布施駅間 構内配線略図         | → 奈良線 近鉄奈良方面 |
| | ↓ 大阪線 河内国分・五十鈴川・ 賢島・近鉄名古屋方面 |                       |
| 凡例 出典: 画像左より大阪上本町・鶴橋・今里・布施の各駅 ■：奈良線、■：大阪線、▲：難波発着の大阪線特急のルート 白線クロスハッチは降車専用ホーム 布施駅の赤実線内（4階）は赤破線内（3階）の直上 鶴橋駅ホーム上を大阪環状線がオーバークロスしているが本図では省略した。 |                                                    |                       |

## JR西日本
駅長が配置された直営駅であり、管理駅として寺田町駅・桃谷駅・玉造駅・森ノ宮駅の4駅を管轄している。事務管コードは▲610508。

### 駅構造
相対式ホーム2面2線を有する高架駅で、分岐器や絶対信号機がないため、停留所に分類されている。
改札口は、中央改札口・近鉄の改札口の2か所のほかに、近鉄との連絡改札口が内回り・外回りホームそれぞれにある。エレベーターは、各ホームと中央改札口を結ぶもののみ設置されている。
ホームは3階にあり、ホーム内にはJR西日本グループのコンビニエンスストア「ハートイン」（1番のりば側）や、ロッテリア（2番のりば側）のほか、立ち食いそば・うどん店がある。ホームの長さは10両分以上あるが、通常電車は南側 (天王寺寄り) から8両編成分に停車するため、電車が停車しない北側 (大阪寄り) 部分は柵で仕切られている。
かつて、ホームから1階降りた所にブックオフがあり、ホームにつながる通路と出入りできる改札口が設けられていた。この改札口は自動改札機のみで、乗り越し精算機や自動券売機は設置されなかった。この改札口はブックオフの閉店に伴い、2019年3月20日の営業をもって閉鎖された。

#### のりば
| のりば | 路線       | 方向   | 行先                                    |
| ------ | ---------- | ------ | --------------------------------------- |
| 1      | 大阪環状線 | 内回り | ユニバーサルシティ方面 / 京橋・大阪方面 |
| 2      | 大阪環状線 | 外回り | 天王寺・新今宮方面                      |

#### 発車メロディ
「大阪環状線改造プロジェクト」の一環として、2015年3月22日から桂雀三郎 with まんぷくブラザーズの「ヨーデル食べ放題」が発車メロディとして使用されている。当駅周辺には多くの焼肉料理店があり、駅周辺のイメージとして焼肉が定着していることにちなんでいる。

### ギャラリー

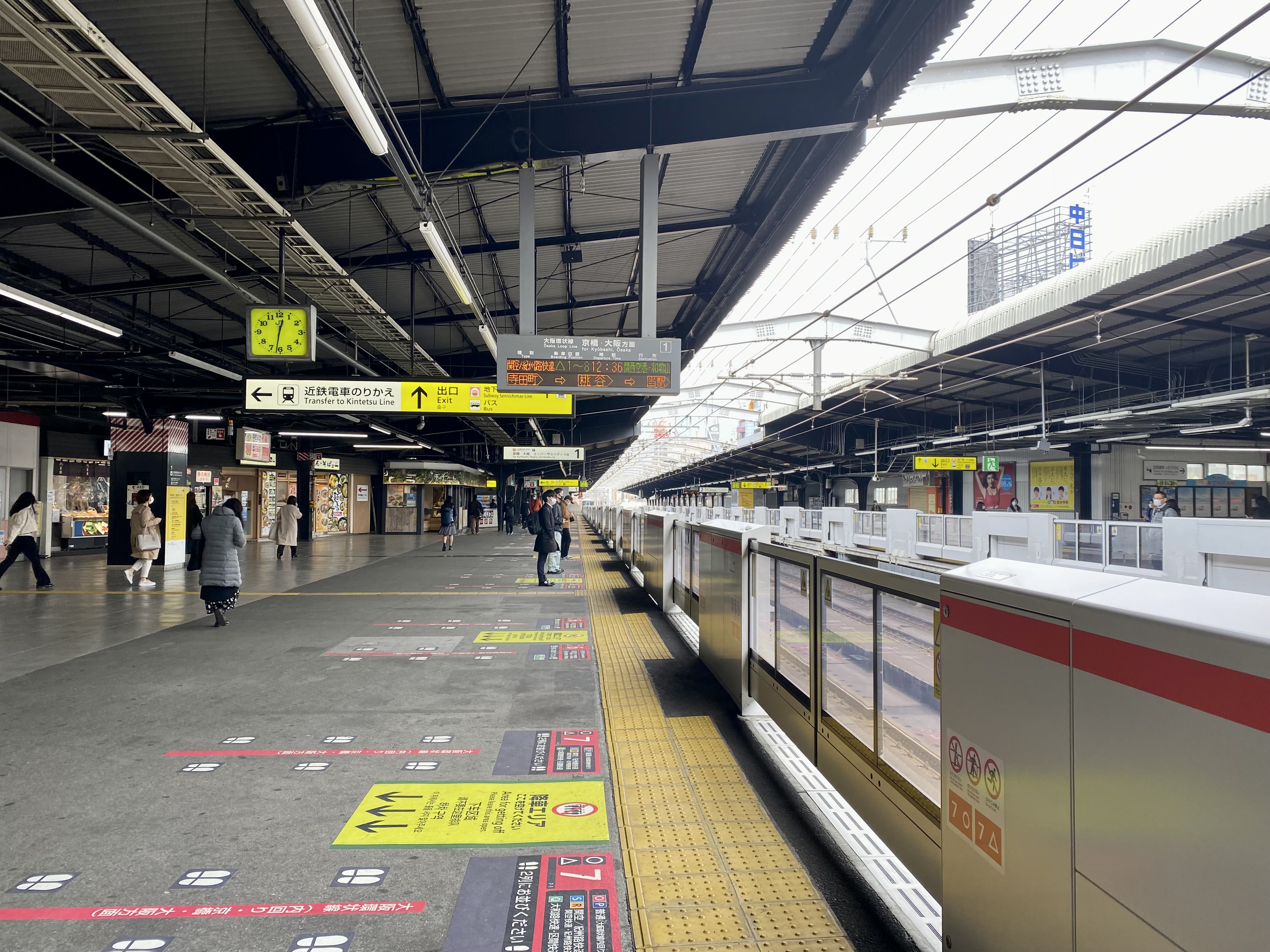
1番（内回り）のりば （2022年3月）
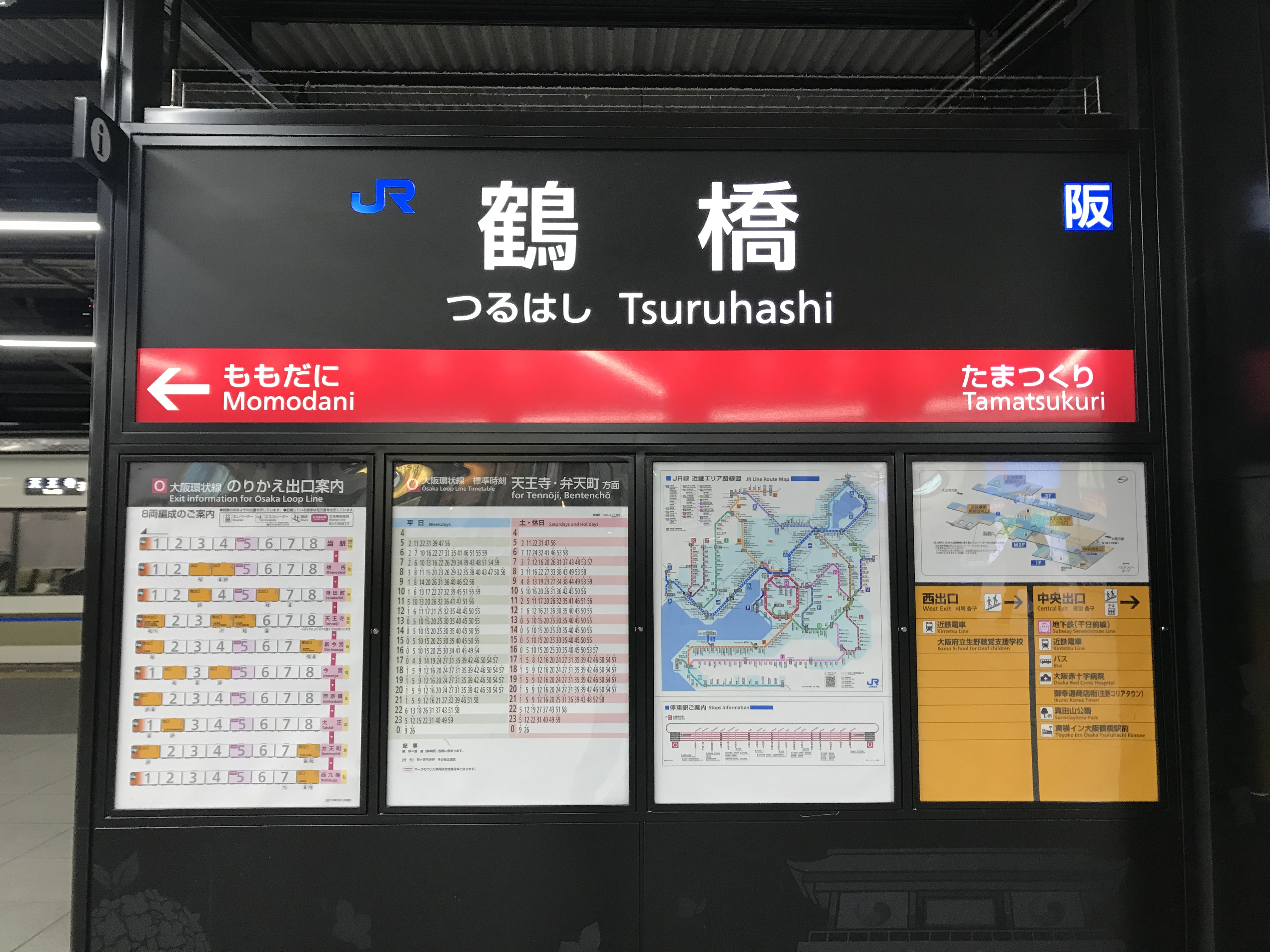
ホーム上の駅名標
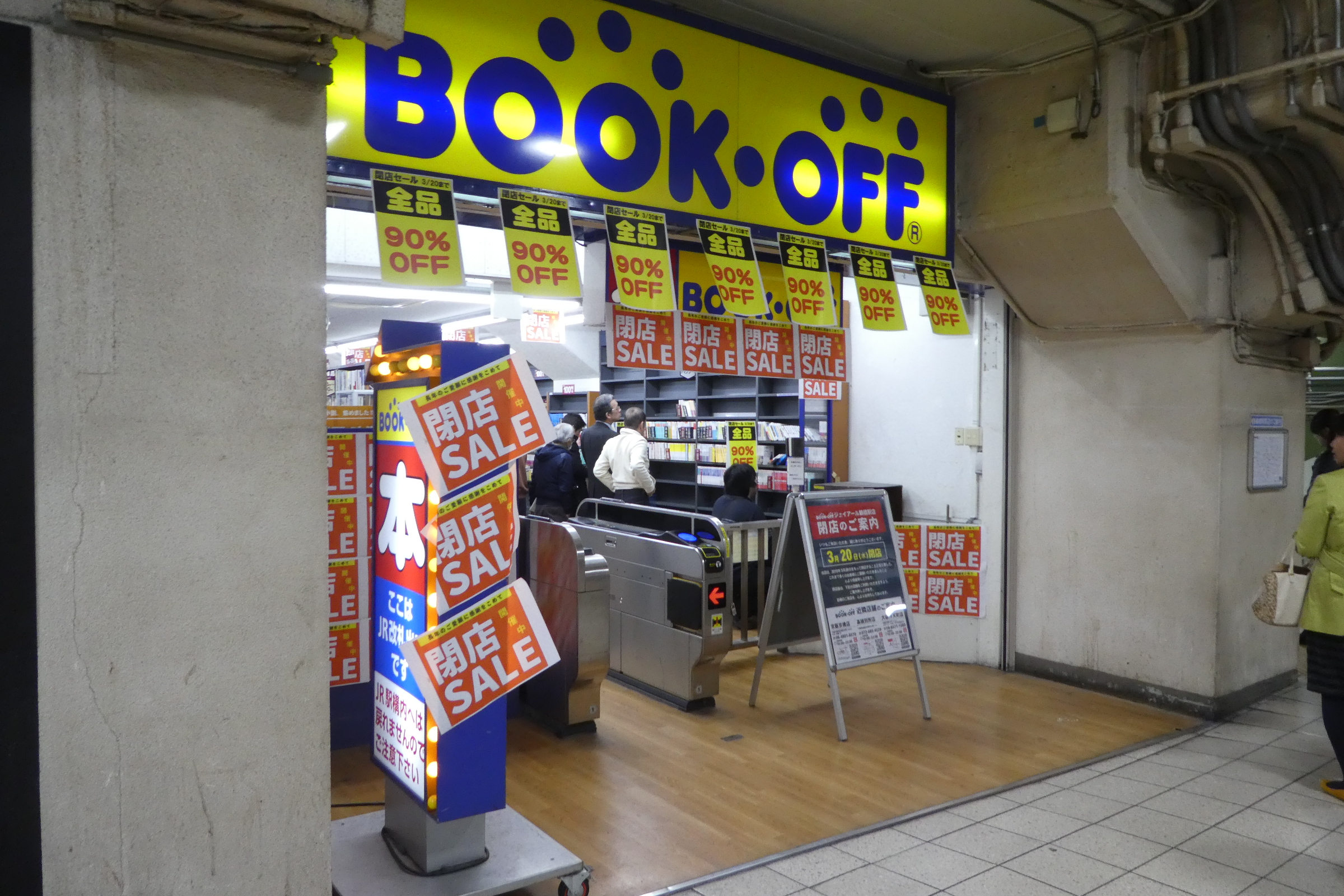
ブックオフ営業最終日のブックオフ改札。
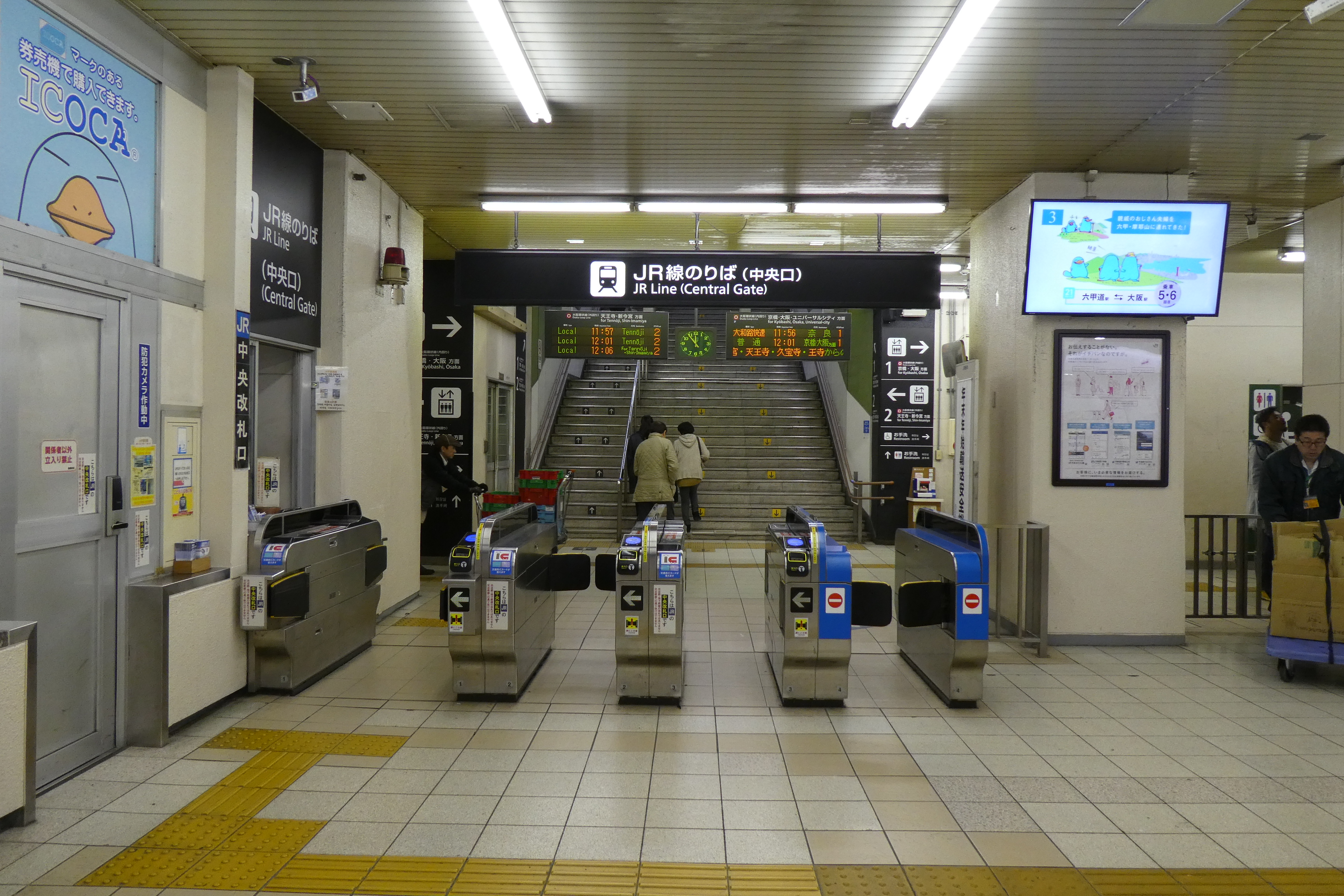
中央改札口

## 大阪市高速電気軌道 (Osaka Metro)

### 駅構造
島式ホーム1面2線を有する地下駅。改札口は東西2か所に設けられている。出入口はJR鶴橋駅付近に5 - 7番出入口（東改札付近）、その西の交差点の付近に1 - 4番出入口（西改札付近）がある。JRおよび近鉄への乗換えは、6番出入口が近い。
当駅は日本橋管区駅に所属し、同管区駅長が当駅を管轄する。

#### のりば
| 番線 | 路線     | 行先                                 |
| ---- | -------- | ------------------------------------ |
| 1    | 千日前線 | 南巽方面                             |
| 2    | 千日前線 | 日本橋・なんば・阿波座・野田阪神方面 |

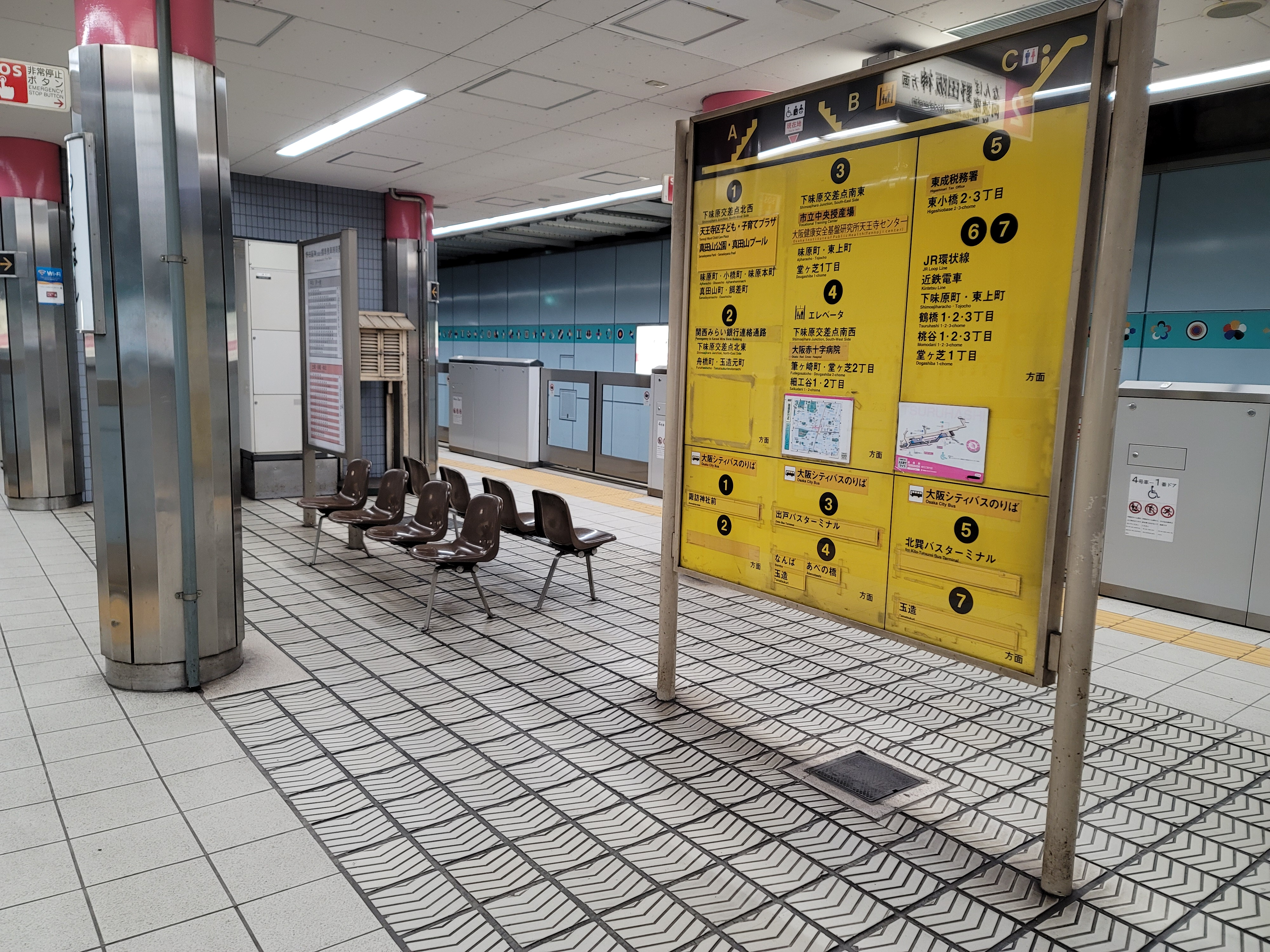
ホーム
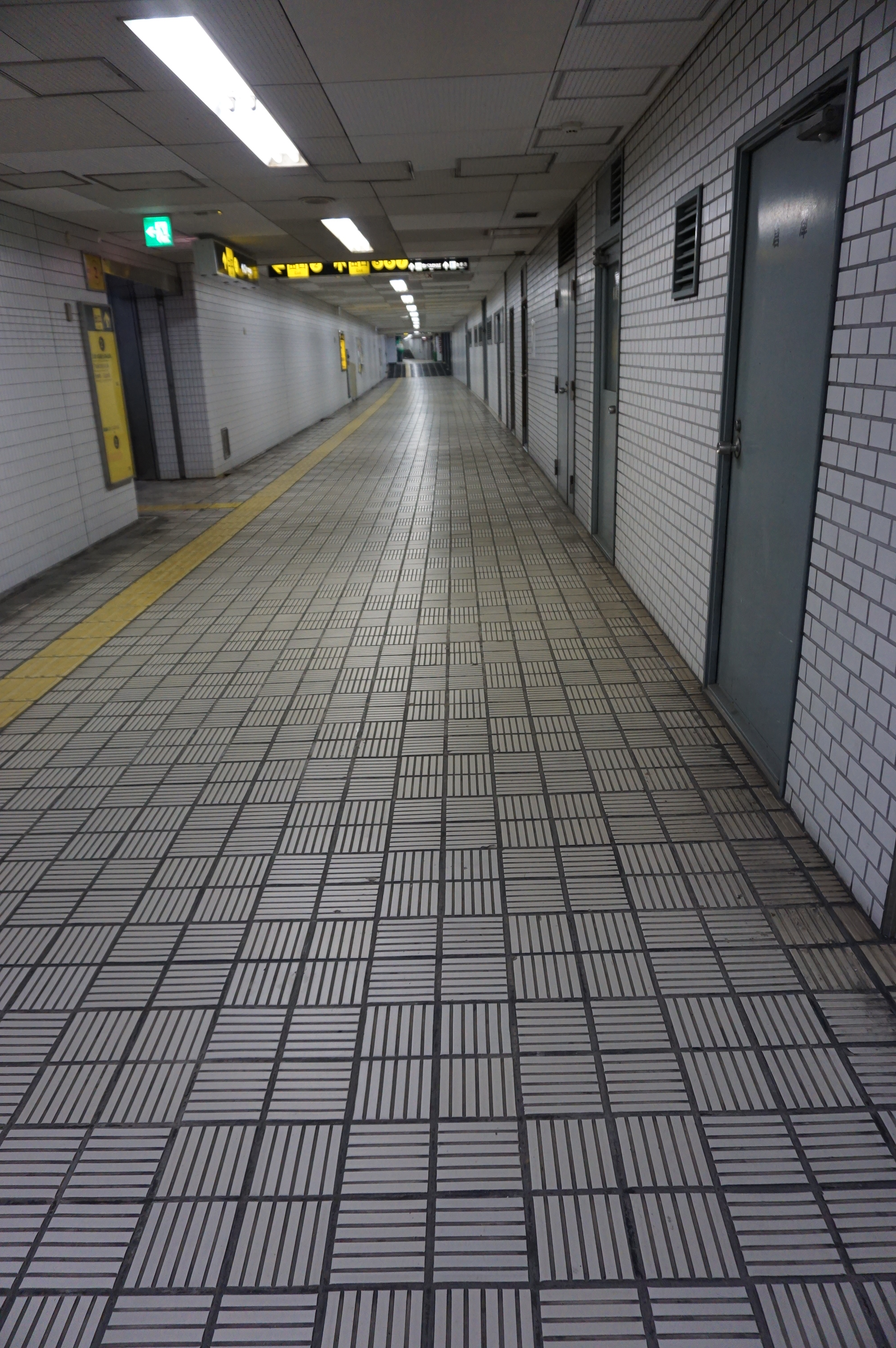
他の駅とは異なる特徴的なタイルが床に使われているコンコース

### 出口
| 出口番号 | 出口周辺                                             | 接続改札 | 備考 |
| -------- | ---------------------------------------------------- | -------- | ---- |
| 1        | 天王寺区子ども 子育てプラザ 真田山公園・真田山プール | 西改札   |      |
| 2        |                                                      | 西改札   |      |
| 3        | 市立中央授産場・市立環境科学研究所                   | 西改札   |      |
| 4        | 大阪赤十字病院                                       | 西改札   |      |
| 5        | 東成税務署                                           | 東改札   |      |
| 6        | JR環状線・近鉄電車                                   | 東改札   |      |
| 7        | JR環状線・近鉄電車                                   | 東改札   |      |

## 利用状況

### 近畿日本鉄道
2024年11月12日の乗降人員は138,633人である。同社の利用者数では最多集計の大阪阿部野橋駅に次いで、当駅が第2位となっている。なお近鉄奈良線（難波線）・大阪線の中では、当駅が最も多い。
近年における1日乗降人員の推移は下表の通り。
| 年度               | 特定日利用状況 | 特定日利用状況 | 特定日利用状況 | 特定日利用状況 | 1日平均 乗車人員 | 出典        | 出典          | 出典         |
| 年度               | 調査日         | 乗車人員       | 降車人員       | 乗降人員       | 1日平均 乗車人員 | 近鉄        | 大阪府        | 大阪市       |
| ------------------ | -------------- | -------------- | -------------- | -------------- | ---------------- | ----------- | ------------- | ------------ |
| 1990年（平成02年） | 11月06日       | 111,435        | 114,208        | 225,643        |                  |             | [ 大阪府 1 ]  |              |
| 1991年（平成03年） | -              | -              | -              | -              |                  |             | [ 大阪府 2 ]  |              |
| 1992年（平成04年） | 11月10日       | 113,718        | 115,162        | 228,880        |                  |             | [ 大阪府 3 ]  |              |
| 1993年（平成05年） | -              | -              | -              | -              |                  |             | [ 大阪府 4 ]  |              |
| 1994年（平成06年） | -              | -              | -              | -              |                  |             | [ 大阪府 5 ]  |              |
| 1995年（平成07年） | 12月05日       | 110,347        | 115,063        | 225,410        |                  |             | [ 大阪府 6 ]  |              |
| 1996年（平成08年） | -              | -              | -              | -              |                  |             | [ 大阪府 7 ]  |              |
| 1997年（平成09年） | -              | -              | -              | -              |                  |             | [ 大阪府 8 ]  |              |
| 1998年（平成10年） | 11月10日       | 105,844        | 111,948        | 217,792        |                  |             | [ 大阪府 9 ]  |              |
| 1999年（平成11年） | -              | -              | -              | -              |                  |             | [ 大阪府 10 ] |              |
| 2000年（平成12年） | 11月07日       | 105,193        | 107,876        | 213,069        |                  | [ 近鉄 1 ]  | [ 大阪府 11 ] |              |
| 2001年（平成13年） | -              | -              | -              | -              | 105,768          |             | [ 大阪府 12 ] | [ 大阪市 1 ] |
| 2002年（平成14年） | -              | -              | -              | -              | 101,961          |             | [ 大阪府 13 ] | [ 大阪市 1 ] |
| 2003年（平成15年） | 11月11日       | 92,890         | 96,281         | 189,171        | 100,423          | [ 近鉄 2 ]  | [ 大阪府 14 ] | [ 大阪市 1 ] |
| 2004年（平成16年） | -              | -              | -              | -              | 98,819           |             | [ 大阪府 15 ] | [ 大阪市 1 ] |
| 2005年（平成17年） | 11月08日       | 92,435         | 96,978         | 189,413        | 97,084           | [ 近鉄 3 ]  | [ 大阪府 16 ] | [ 大阪市 1 ] |
| 2006年（平成18年） | -              | -              | -              | -              | 96,026           |             | [ 大阪府 17 ] | [ 大阪市 1 ] |
| 2007年（平成19年） | -              | -              | -              | -              | 95,292           |             | [ 大阪府 18 ] | [ 大阪市 1 ] |
| 2008年（平成20年） | 11月18日       | 84,547         | 88,976         | 173,523        | 90,005           | [ 近鉄 4 ]  | [ 大阪府 19 ] | [ 大阪市 1 ] |
| 2009年（平成21年） | -              | -              | -              | -              | 82,634           |             | [ 大阪府 20 ] | [ 大阪市 1 ] |
| 2010年（平成22年） | 11月09日       | 76,357         | 78,885         | 155,242        | 81,218           | [ 近鉄 5 ]  | [ 大阪府 21 ] | [ 大阪市 1 ] |
| 2011年（平成23年） | -              | -              | -              | -              | 80,829           |             | [ 大阪府 22 ] | [ 大阪市 1 ] |
| 2012年（平成24年） | 11月13日       | 75,380         | 78,200         | 153,580        | 81,231           | [ 近鉄 6 ]  | [ 大阪府 23 ] | [ 大阪市 1 ] |
| 2013年（平成25年） | -              | -              | -              | -              | 84,082           |             | [ 大阪府 24 ] | [ 大阪市 1 ] |
| 2014年（平成26年） | -              | -              | -              | -              | 82,077           |             | [ 大阪府 25 ] | [ 大阪市 1 ] |
| 2015年（平成27年） | 11月10日       | 78,451         | 81,707         | 160,158        | 85,402           | [ 近鉄 7 ]  | [ 大阪府 26 ] | [ 大阪市 1 ] |
| 2016年（平成28年） | -              | -              | -              | -              | 86,293           |             | [ 大阪府 27 ] | [ 大阪市 1 ] |
| 2017年（平成29年） | -              | -              | -              | -              | 87,088           |             | [ 大阪府 28 ] | [ 大阪市 1 ] |
| 2018年（平成30年） | 11月13日       | 79,647         | 81,804         | 161,451        | 87,141           | [ 近鉄 8 ]  | [ 大阪府 29 ] | [ 大阪市 1 ] |
| 2019年（令和元年） | -              | -              | -              | -              | 87,754           |             | [ 大阪府 30 ] | [ 大阪市 2 ] |
| 2020年（令和02年） | -              | -              | -              | -              | 56,388           |             | [ 大阪府 31 ] | [ 大阪市 3 ] |
| 2021年（令和03年） | 11月09日       | 61,428         | 63,078         | 124,506        | 63,814           | [ 近鉄 9 ]  | [ 大阪府 32 ] | [ 大阪市 4 ] |
| 2022年（令和04年） | 11月08日       | 66,882         | 68,448         | 135,330        | 73,041           | [ 近鉄 10 ] | [ 大阪府 33 ] | [ 大阪市 5 ] |
| 2023年（令和05年） | 11月07日       | 67,671         | 69,728         | 137,399        |                  | [ 近鉄 11 ] | [ 大阪府 34 ] |              |
| 2024年（令和06年） | 11月12日       |                |                | 138,633        |                  | [ 近鉄 12 ] |               |              |

### JR西日本
2023年（令和5年）度の1日平均乗車人員は86,690人である。同社の駅では大阪駅・京都駅・天王寺駅・三ノ宮駅・京橋駅に次ぐ第6位。所属路線が一路線のみの駅では第2位である。利用者数規模の近い駅が社内にないことから、近年は6位を維持している。
各年度の1日平均乗車人員は下表の通り。
| 年度               | 1日平均 乗車人員 | 増減率 | 順位 | 定期利用状況 | 定期利用状況 | 出典      | 出典          |
| 年度               | 1日平均 乗車人員 | 増減率 | 順位 | 1日平均      | 定期率       | JR        | 大阪府        |
| ------------------ | ---------------- | ------ | ---- | ------------ | ------------ | --------- | ------------- |
| 1988年（昭和63年） | 132,365          |        |      | 84,844       | 64.1%        |           | [ 大阪府 35 ] |
| 1989年（平成元年） | 133,379          | 0.8%   |      | 86,530       | 64.9%        |           | [ 大阪府 35 ] |
| 1990年（平成02年） | 138,682          | 4.0%   |      | 88,568       | 63.9%        |           | [ 大阪府 1 ]  |
| 1991年（平成03年） | 141,054          | 1.7%   |      | 91,316       | 64.7%        |           | [ 大阪府 2 ]  |
| 1992年（平成04年） | 142,846          | 1.3%   |      | 93,041       | 65.1%        |           | [ 大阪府 3 ]  |
| 1993年（平成05年） | 143,210          | 0.3%   |      | 93,623       | 65.4%        |           | [ 大阪府 4 ]  |
| 1994年（平成06年） | 142,331          | -0.6%  |      | 92,958       | 65.3%        |           | [ 大阪府 5 ]  |
| 1995年（平成07年） | 143,500          | 0.8%   | 5位  | 93,429       | 65.1%        |           | [ 大阪府 6 ]  |
| 1996年（平成08年） | 141,071          | -1.7%  | 5位  | 91,567       | 64.9%        |           | [ 大阪府 7 ]  |
| 1997年（平成09年） | 136,548          | -3.2%  | 5位  | 87,980       | 64.4%        |           | [ 大阪府 8 ]  |
| 1998年（平成10年） | 131,731          | -3.5%  | 5位  | 84,822       | 64.4%        |           | [ 大阪府 9 ]  |
| 1999年（平成11年） | 127,628          | -3.1%  | 5位  | 81,829       | 64.1%        |           | [ 大阪府 10 ] |
| 2000年（平成12年） | 125,060          | -2.0%  | 5位  | 79,727       | 63.8%        |           | [ 大阪府 11 ] |
| 2001年（平成13年） | 123,206          | -1.5%  | 5位  | 77,881       | 63.2%        |           | [ 大阪府 12 ] |
| 2002年（平成14年） | 118,949          | -3.5%  | 5位  | 75,448       | 63.4%        |           | [ 大阪府 13 ] |
| 2003年（平成15年） | 118,136          | -0.7%  | 5位  | 75,019       | 63.5%        |           | [ 大阪府 14 ] |
| 2004年（平成16年） | 116,440          | -1.4%  | 5位  | 74,615       | 64.1%        |           | [ 大阪府 15 ] |
| 2005年（平成17年） | 114,422          | -1.7%  | 6位  | 73,590       | 64.3%        |           | [ 大阪府 16 ] |
| 2006年（平成18年） | 113,275          | -1.0%  | 6位  | 72,774       | 64.2%        |           | [ 大阪府 17 ] |
| 2007年（平成19年） | 111,308          | -1.7%  | 6位  | 71,581       | 64.3%        |           | [ 大阪府 18 ] |
| 2008年（平成20年） | 105,724          | -5.0%  | 6位  | 67,765       | 64.1%        |           | [ 大阪府 19 ] |
| 2009年（平成21年） | 96,662           | -8.6%  | 6位  | 62,512       | 64.7%        |           | [ 大阪府 20 ] |
| 2010年（平成22年） | 94,407           | -2.3%  | 6位  | 60,751       | 64.4%        |           | [ 大阪府 21 ] |
| 2011年（平成23年） | 94,613           | 0.2%   | 6位  | 60,037       | 63.5%        |           | [ 大阪府 22 ] |
| 2012年（平成24年） | 94,636           | 0.0%   | 6位  | 59,631       | 63.0%        |           | [ 大阪府 23 ] |
| 2013年（平成25年） | 96,317           | 1.8%   | 6位  | 60,691       | 63.0%        | [ JR 1 ]  | [ 大阪府 24 ] |
| 2014年（平成26年） | 95,698           | -0.6%  | 6位  | 60,078       | 62.8%        | [ JR 2 ]  | [ 大阪府 25 ] |
| 2015年（平成27年） | 97,240           | 1.6%   | 6位  | 60,784       | 62.5%        | [ JR 3 ]  | [ 大阪府 26 ] |
| 2016年（平成28年） | 98,201           | 1.0%   | 6位  | 61,019       | 62.1%        | [ JR 4 ]  | [ 大阪府 27 ] |
| 2017年（平成29年） | 99,474           | 1.3%   | 6位  | 61,467       | 61.8%        | [ JR 5 ]  | [ 大阪府 28 ] |
| 2018年（平成30年） | 100,067          | 0.6%   | 6位  | 61,476       | 61.4%        | [ JR 6 ]  | [ 大阪府 29 ] |
| 2019年（令和元年） | 97,952           | -2.1%  | 6位  | 60,306       | 61.6%        | [ JR 7 ]  | [ 大阪府 30 ] |
| 2020年（令和02年） | 67,340           | -31.3% | 6位  | 45,184       | 67.1%        | [ JR 8 ]  | [ 大阪府 31 ] |
| 2021年（令和03年） | 73,006           | 8.4%   | 6位  | 48,134       | 65.9%        | [ JR 9 ]  | [ 大阪府 32 ] |
| 2022年（令和04年） | 84,104           | 15.2%  | 6位  | 51,823       | 61.6%        | [ JR 10 ] | [ 大阪府 33 ] |
| 2023年（令和05年） | 86,690           | 3.1%   | 6位  | 52,352       | 60.4%        | [ JR 11 ] | [ 大阪府 34 ] |

### Osaka Metro
2024年11月12日の1日乗降人員は27,743人（乗車人員：14,476人、降車人員：13,267人）であり、千日前線全14駅中5位。また、他の地下鉄と接続しない千日前線の駅では最も利用者数が多い。
各年度の特定日における利用状況は下表の通りである。なお1969・1995年度の調査については、それぞれ1970・1996年に行われている（会計年度上1969・1995年度となる）。
| 年度               | 調査日   | 乗車人員 | 降車人員 | 乗降人員 | 出典          | 出典          |
| 年度               | 調査日   | 乗車人員 | 降車人員 | 乗降人員 | メトロ        | 大阪府        |
| ------------------ | -------- | -------- | -------- | -------- | ------------- | ------------- |
| 1969年（昭和44年） | 01月27日 | 3,377    | 3,617    | 6,994    |               | [ 大阪府 36 ] |
| 1970年（昭和45年） | 11月06日 | 8,007    | 7,941    | 15,948   |               | [ 大阪府 37 ] |
| 1972年（昭和47年） | 11月14日 | 9,949    | 9,210    | 19,159   |               | [ 大阪府 38 ] |
| 1975年（昭和50年） | 11月07日 | 13,003   | 10,853   | 23,856   |               | [ 大阪府 39 ] |
| 1977年（昭和52年） | 11月18日 | 14,189   | 11,840   | 26,029   |               | [ 大阪府 40 ] |
| 1981年（昭和56年） | 11月10日 | 14,980   | 13,507   | 28,487   |               | [ 大阪府 41 ] |
| 1985年（昭和60年） | 11月12日 | 15,174   | 13,914   | 29,088   |               | [ 大阪府 42 ] |
| 1987年（昭和62年） | 11月10日 | 15,908   | 14,230   | 30,138   |               | [ 大阪府 43 ] |
| 1990年（平成02年） | 11月06日 | 15,084   | 13,865   | 28,949   |               | [ 大阪府 1 ]  |
| 1995年（平成07年） | 02月15日 | 14,446   | 12,845   | 27,291   |               | [ 大阪府 6 ]  |
| 1998年（平成10年） | 11月10日 | 12,932   | 10,942   | 23,874   |               | [ 大阪府 9 ]  |
| 2007年（平成19年） | 11月13日 | 13,058   | 11,624   | 24,682   |               | [ 大阪府 18 ] |
| 2008年（平成20年） | 11月11日 | 13,453   | 11,918   | 25,408   |               | [ 大阪府 19 ] |
| 2009年（平成21年） | 11月10日 | 13,188   | 12,042   | 25,230   |               | [ 大阪府 20 ] |
| 2010年（平成22年） | 11月09日 | 13,223   | 11,787   | 25,010   |               | [ 大阪府 21 ] |
| 2011年（平成23年） | 11月08日 | 13,139   | 11,950   | 25,089   |               | [ 大阪府 22 ] |
| 2012年（平成24年） | 11月13日 | 13,276   | 12,262   | 25,538   |               | [ 大阪府 23 ] |
| 2013年（平成25年） | 11月19日 | 13,820   | 12,470   | 26,290   | [ メトロ 1 ]  | [ 大阪府 24 ] |
| 2014年（平成26年） | 11月11日 | 14,120   | 12,780   | 26,900   | [ メトロ 2 ]  | [ 大阪府 25 ] |
| 2015年（平成27年） | 11月17日 | 14,809   | 13,789   | 28,598   | [ メトロ 3 ]  | [ 大阪府 26 ] |
| 2016年（平成28年） | 11月08日 | 14,690   | 13,546   | 28,236   | [ メトロ 4 ]  | [ 大阪府 27 ] |
| 2017年（平成29年） | 11月14日 | 15,276   | 14,088   | 29,814   | [ メトロ 5 ]  | [ 大阪府 28 ] |
| 2018年（平成30年） | 11月13日 | 14,756   | 13,515   | 28,271   | [ メトロ 6 ]  | [ 大阪府 29 ] |
| 2019年（令和元年） | 11月12日 | 14,764   | 13,377   | 28,141   | [ メトロ 7 ]  | [ 大阪府 30 ] |
| 2020年（令和02年） | 11月10日 | 12,350   | 11,207   | 23,557   | [ メトロ 8 ]  | [ 大阪府 31 ] |
| 2021年（令和03年） | 11月16日 | 12,490   | 11,378   | 23,868   | [ メトロ 9 ]  | [ 大阪府 32 ] |
| 2022年（令和04年） | 11月15日 | 13,095   | 12,024   | 25,119   | [ メトロ 10 ] | [ 大阪府 33 ] |
| 2023年（令和05年） | 11月07日 | 13,806   | 12,842   | 26,648   | [ メトロ 11 ] | [ 大阪府 34 ] |
| 2024年（令和06年） | 11月12日 | 14,476   | 13,267   | 27,743   | [ メトロ 12 ] |               |

## 駅周辺
駅前は、戦後に在日朝鮮人によって作られたコリア・タウンが中核を担っている。駅周辺には焼肉店や朝鮮料理店、食材の小売店、漬物店などが多く、特に夜にかけては近鉄線ホームの一部が焼肉臭で充満する事がある。鶴橋駅周辺のこの賑わいは、環境省のかおり風景100選に選ばれた。駅南西側には、朝鮮半島の民具や衣装や食品を売る店が多い「高麗市場」もある。
駅東側には「鶴橋鮮魚卸売市場」があり、伊勢湾などで水揚げされた天然物の魚介類が鮮魚列車などで入荷される。卸売市場であるが小売りも行っており、大阪においては黒門市場と並んで、食の宝庫として知られる。
また、千日前通沿いにも商店が広がっている。近鉄鶴橋駅南側・および千日前通北側に自転車駐輪場が設置されている。
公共施設
- 大阪市立環境科学研究所
- 東成鶴橋駅前郵便局
- 東成玉津郵便局

神社・公園
- 比売許曽神社
- 真田山公園

学校
- 大阪市立味原小学校
- 大阪市立東小橋小学校
- 大阪市立北鶴橋小学校
- 大阪赤十字看護専門学校
- ル・トーア東亜美容専門学校
- NRB日本理容美容専門学校
- 大阪府立堺支援学校大手前分校

病院
- 大阪赤十字病院
- 聖バルナバ病院
- 早石会早石病院

商業施設
- デイリーカナートイズミヤ 細工谷店
- 阪急オアシス 桃坂店（大阪上本町駅からのほうが若干近い）

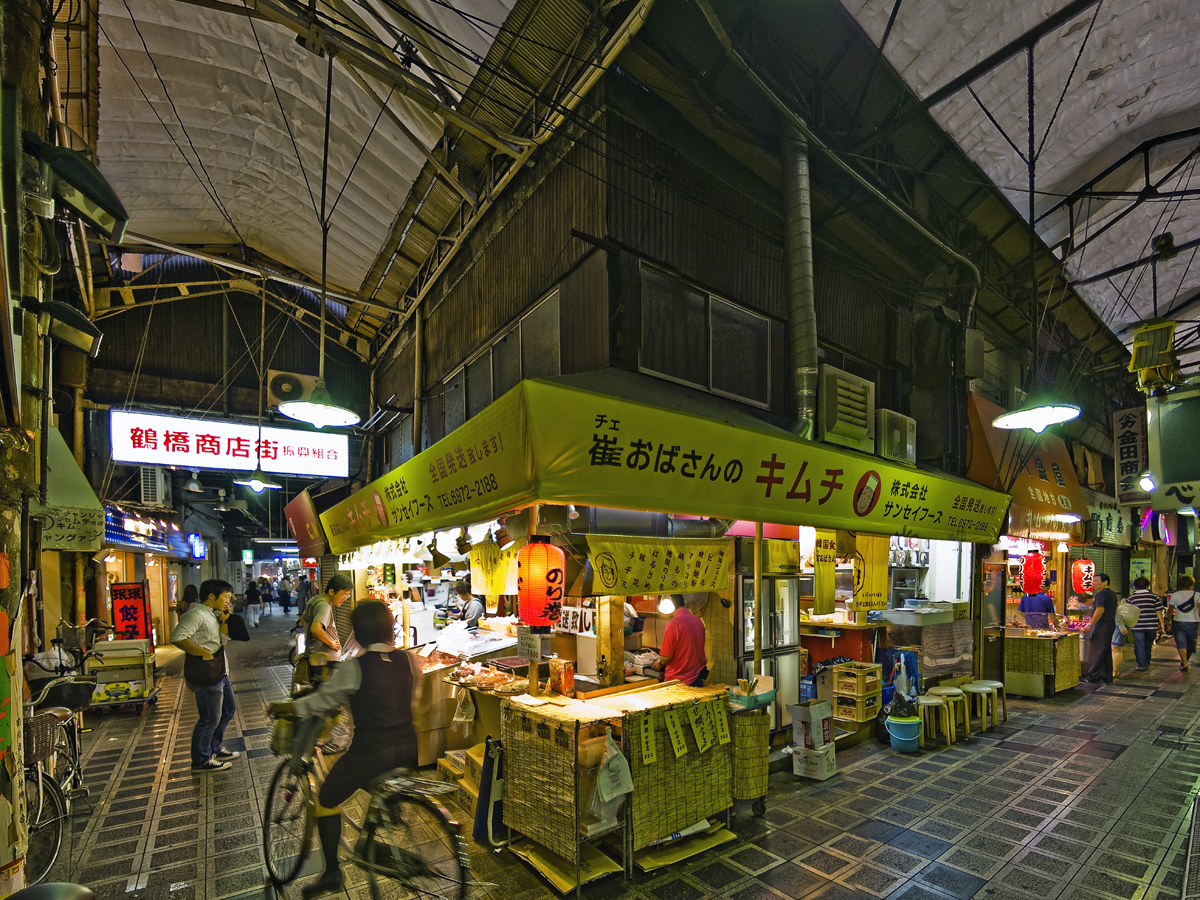
キムチショップ
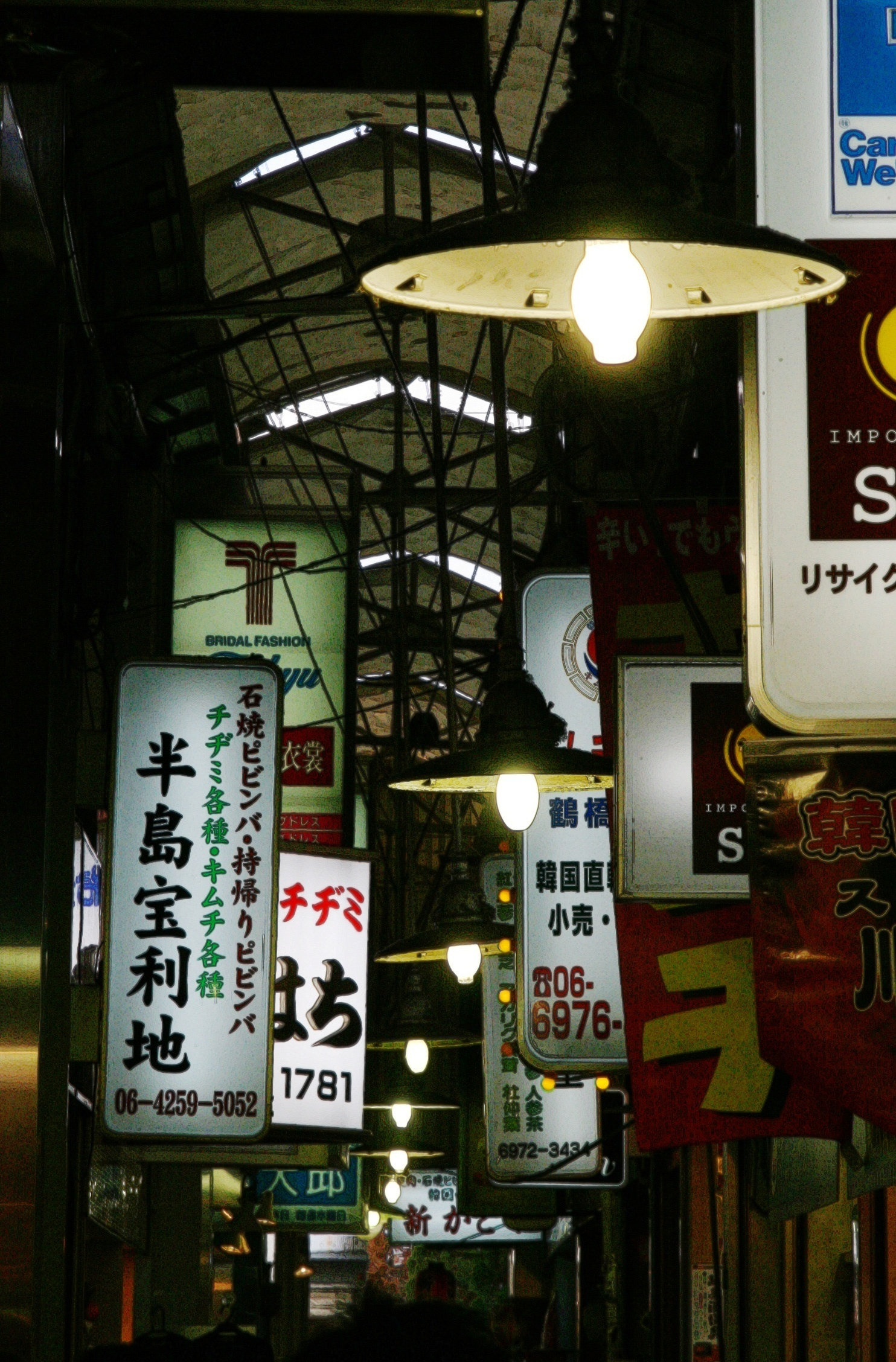
鶴橋商店街（つるしん）
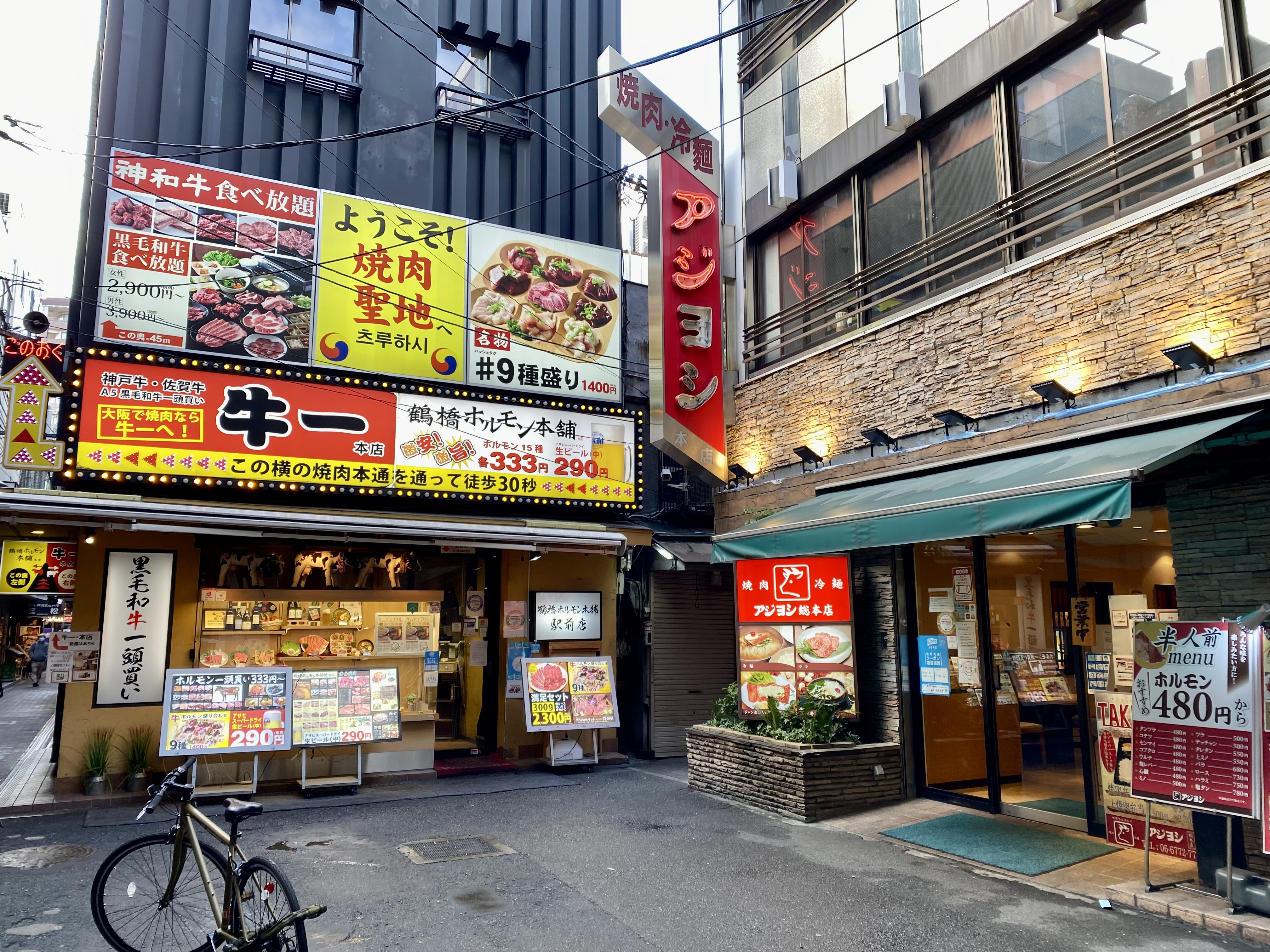
鶴橋駅前の焼肉店

- 鶴橋市場[39]
- 鶴橋鮮魚市場[40]
- ダイコクドラッグ 鶴橋店
- 鶴橋風月 本店
- 延羽の湯 鶴橋店

金融機関
- 三井住友銀行 鶴橋支店
- 近畿産業信用組合 本店

その他
- 民音 関西センター

- キムチショップ
- 鶴橋商店街（つるしん）
- 鶴橋駅前の焼肉店

### 駅名の由来
駅名は開業時の自治体名の東成郡鶴橋町に由来する。なお、生野区の現行町名である鶴橋は1973年実施である。旧自治体名や現行町名の鶴橋は、4世紀頃に架けられた「つるのはし」に由来している。日本最古の橋であり、日本書紀の仁徳天皇14年の条に「為橋於猪甘津即号其処曰小橋也」と記されている。一説によると、ツルがよく集まったためこの名がついたといわれている。
ただし、「つるのはし」が架かっていたとされる地点付近にある「つるのはし跡公園」の最寄駅は当駅ではなく、南隣の桃谷駅となる。また、よく混同される生野コリアタウン（御幸通商店街）も南隣の桃谷、加えて、平野川旧河道より東側に展開しており、こちらの最寄駅も当駅ではなく、桃谷駅となる。ちなみに、鶴橋駅付近は駅北側に東小橋、駅南側に木野の集落が位置する。

## バス路線
「鶴橋駅前」停留所にて、大阪シティバスの路線が発着する。
- 18号系統：玉造 / 北巽バスターミナル
- 22号系統：あべの橋 / 諏訪神社前
- 73号系統：なんば / 出戸バスターミナル

停留所は千日前通沿いと玉造筋沿いに分かれて設置されている。かつては近鉄バス枚岡線（60番：上本町六丁目 - 石切神社前間、停留所名は「鶴橋」）も停車していた。

## 隣の駅
西日本旅客鉄道（JR西日本）
 大阪環状線
■大和路快速・■区間快速・■関空快速・■紀州路快速・■快速・■直通快速・■普通
桃谷駅 (JR-O03) - 鶴橋駅 (JR-O04) - 玉造駅 (JR-O05)
近畿日本鉄道
- □特急停車駅

大阪線 (伊勢志摩・名古屋) 方面の特急列車のうち、大阪上本町発着の特急は(D04)、大阪難波発着の特急は(A04)と案内している。また全ての特急列車が西隣の大阪上本町駅に停車する。
D 大阪線
■快速急行
大阪上本町駅 (D03) - 鶴橋駅 (D04) - 五位堂駅 (D23)
■急行・■準急・■区間準急
大阪上本町駅 (D03) - 鶴橋駅 (D04) - 布施駅 (D06)
■普通
大阪上本町駅 (D03) - 鶴橋駅 (D04) - 今里駅 (D05)
A 奈良線
■快速急行（当駅から阪神なんば線西九条駅まで各駅に停車）
大阪上本町駅 (A03) - 鶴橋駅 (A04) - 生駒駅 (A17)
- 東大阪市花園ラグビー場で大きな試合がある際に、快速急行の一部が東花園駅(A12)に臨時停車することがある。

■急行・■準急・■区間準急
大阪上本町駅 (A03)  - 鶴橋駅 (A04) - 布施駅 (A06)
■普通
大阪上本町駅 (A03)  - 鶴橋駅 (A04) - 今里駅 (A05)
大阪市高速電気軌道（Osaka Metro）
 千日前線
谷町九丁目駅 (S18) - 鶴橋駅 (S19) - 今里駅 (S20)

### 記事本文